# Hoo St Werburgh
Hoo St Werburgh – wieś w Anglii, w hrabstwie ceremonialnym Kent, w dystrykcie (unitary authority) Medway. Leży 17 km na północ od miasta Maidstone i 49 km na wschód od centrum Londynu. Miejscowość liczy 7356 mieszkańców.